# Бангалорский метрополитен
Бангалорский метрополитен (канн. ನಮ್ಮ ಮೆಟ್ರೋ) — преимущественно надземная внеуличная скоростная рельсовая система городского транспорта в индийском городе Бангалор. Четвёртый метрополитен в стране.

## История
Проектирование было начато в конце XX века, итоговый проект был утверждён в 2006 году в Дели. Сооружение ведётся с японской помощью и с использованием на подземных участках тоннелепроходческих комплексов «Маргарита» и «Хелен».
Метрополитен планировалось открыть 4 апреля 2011 года, приурочив к празднику Угади. Однако, открытие было отложено до 20 октября для проведения доводочных работ, тестового движения и сертификации.

## Линии
В составе первой очереди определены две линии с 41 станциями, проходящие с запада на восток (Линия 1) и с севера на юг (Линия 2) города. Суммарная длина линий составляет 73,45 км, из которых 6,7 км — подземные, а остальные участки — надземные. На Линии 1 — 5 подземных станций, на Линии 2 — 3. Надземные станции и путевые эстакады отличаются крупными бетонными основаниями и подняты на значительную высоту — до 10 м.
| Линия     | Терминалы         | Терминалы    | Дата открытия | Протяжённость | Станций |
| --------- | ----------------- | ------------ | ------------- | ------------- | ------- |
| 1         | Baiyappanahalli   | Mysore Road  | 2011          | 43,45 км      | 37      |
| 2         | Hesaraghatta Road | Puttenahalli | 2014          | 30,3 км       | 29      |
| Суммарно: | Суммарно:         | Суммарно:    | Суммарно:     | 73,75 км      | 66      |

## Пуск
20 октября 2011 года открылся метрополитен — участок линии 1 из 6 станций, длиной 7,5 км.

## Эксплуатация
Управляющей организацией является Bangalore Metro Rail Corporation Ltd (BMRCL). Стоимость билета в полтора раза выше стоимости проезда в автобусе и составляет от 7 до 15 рупий. Используются пластиковые смарт-жетоны чёрного цвета и смарт-карты с видом города.

## Подвижной состав

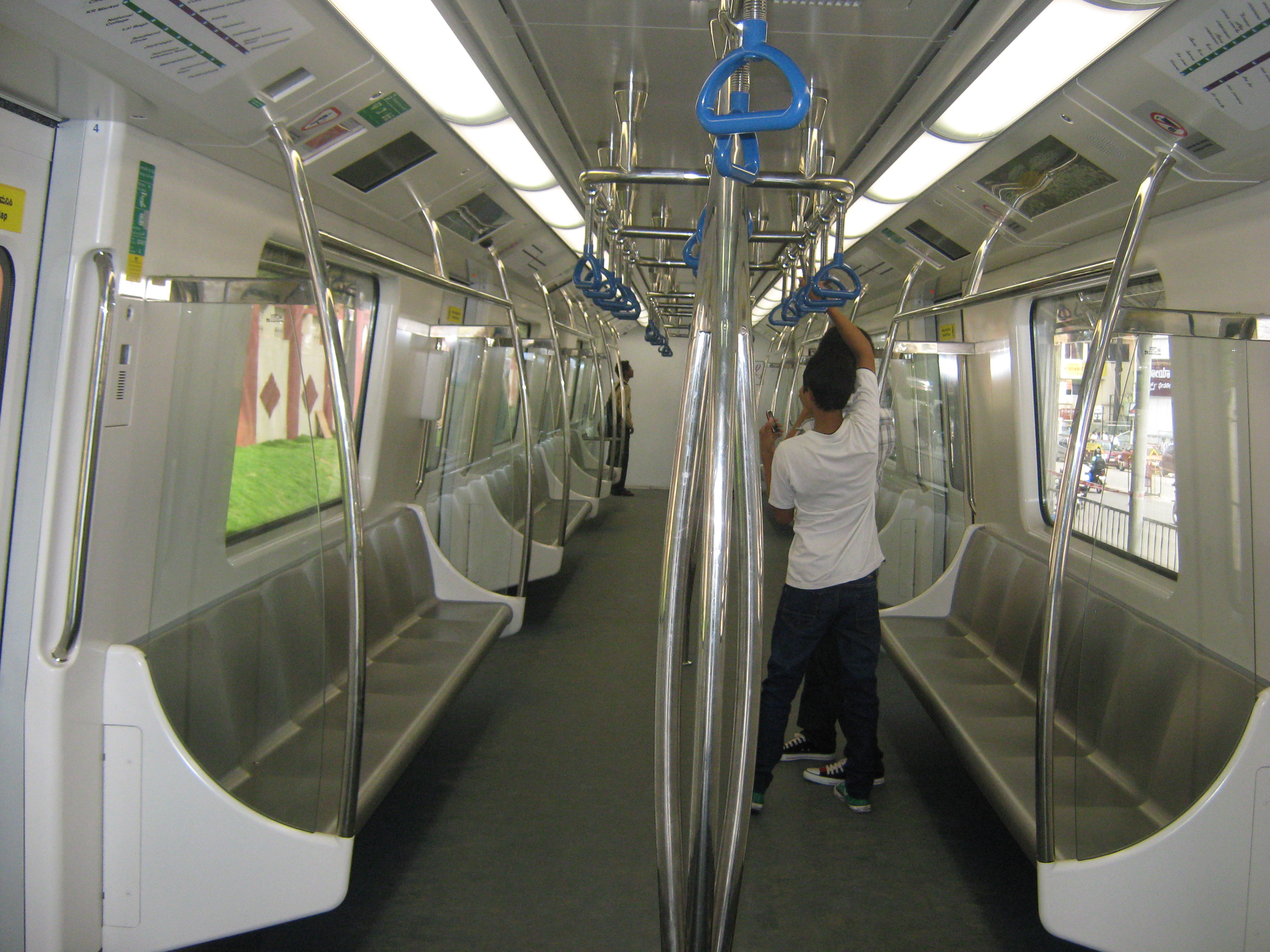
Интерьер вагона Бангалорского метрополитена

В метрополитене эксплуатируются трёхвагонные составы, концевые вагоны являются моторными. Производство поездов было осуществлено консорциумом из компаний Mitsubishi, Hyundai Rotem, Bharat Earth Movers. Питание осуществляется по контактному рельсу постоянным током с напряжением 750 вольт. На первоочередных линиях предусмотрено два электродепо — Byappanahalli и Peenya.